# Димитър Атанасов (църковен деец)
Димитър Михайлов Атанасов е български общественик и църковен деец, дългогодишен наместник на българската църковна община в Истанбул.

## Биография
Роден е на 8 ноември 1928 година в Истанбул, Турция, в семейството на Михаил и Благородна от костурското село Прекопана, напуснали селото си след изгарянето му през август 1903 година при потушаването на Илинденско-Преображенското въстание. Завършва българското училище в Истанбул, след което продължава образованието си в Австрия и завършва Грацкия университет. Жени се за австрийката Доротея.
От малък е деен член на българската общност в Истанбул. Член е на настоятелството на общината, която в началото на XXI век отново започва да носи името „Българска екзархия“. Атанасов поддържа контактите на общината с Вселенската патриаршия, като едновременно е официален представител на Българската православна църква – Българска патриаршия пред Патриаршията. Той е личен приятел с патриарх Вартоломей I Константинополски, който му дава титлата архонт.
За приноса му за поддържане на българското самосъзнание и на църковната дейност сред българите в Турция Атанасов е награден от президента Росен Плевнелиев с орден „Св. св. Кирил и Методий“ I степен, както и от Светия синод на Българската православна църква с орден „Свети Климент Охридски“ I степен.
Умира на 3 май 2021 година от COVID-19.